# Marius Tupan
Marius Tupan (n. 18 aprilie 1945, Tâmna, județul Mehedinți – d. 6 decembrie 2007) a fost un prozator, eseist și dramaturg român, fiind cunoscut pentru Trilogia Batalioane Invizibile (I. Craterul, II. Rhizoma, III. Asteroidul), Coroana Izabelei, Avocatul Diavolului și romanul-teatru Rătăcirea Domnului.
Marius Tupan a fost unul dintre cei mai activi și importanți scriitori din câmpul literar post-decembrie 1989. A fost redactor șef al revistei de cultură "Luceafărul", pe care a condus-o din 2000.

## Biografie
Marius Tupan a fost ultimu fiu al lui Nicolae Tupan, lăcatuș ceferist, și al Izabelei (n. Tecu). În lucrarea Marius Tupan între utopie și parabolă, publicată de criticul literar Ion Roșioru la editura Virtual (2011) se menționează că Marius Tupan figurează în plus în certificatul de naștere cu prenumele Viorel. A urmat studiile elementare în comuna natală, apoi urmează Școala profesională de ucenici de pe lângă Șantierul Naval din Turnu Severin, unde va lucra, după absolvire. Concomitent urmează liceul din localitate; a fost, de asemenea, angajat ca bibliotecar la hidrocentrala „Porțile de Fier".
Licențiat al Facultății de Lb. și Literatura Română a Universității din București (1967-l972), a fost coleg de an și de promoție cu viitorii scriitori Ion Petru Culianu, Dumitru Radu Popa, Eduard Huidan, Paul Drogeanu, Șerban Anghelescu, Silviu Angelescu, Nicolae Mecu, Crisula Ștefănescu. După absolvire, Marius Tupan a primit repartiție guvernamentală la revista „Cărți noi“, unde a activat vreme de doi ani, până în 1974, an în care revista în cauză a fost desființată, o dată cu alte publicații, printr-un decret prezidențial al lui Nicolae Ceaușescu. Unsprezece luni scriitorul a fost șomer, apoi a fost angajat la Biblioteca Națională (fosta B.C.S.) unde a lucrat până în toamna lui 1975, iar următorii cincisprezece ani a fost redactor la revista „Urzica”, perioadă în care și-a descoperit și exersat componenta umoristică a scrisului.
Debutează în revista Ramuri (1964). Colaborează, ca student, la Viața studențească, Amfiteatru, Luceafărul.  Își ia licența cu o teză despre Vasile Voiculescu, în a cărui notă realist-magică își va scrie propriile cărți. A debutat editorial cu un volum de schițe și povestiri Mezareea (1974), recenzat în cele mai importante reviste literare ale momentului. Au urmat un roman, Crisalide (1977), un alt volum de proze scurte, Noaptea muzicanților (1978),  romanul Coroana Izabelei (1982), și, după tăcerea ce a urmat topirii, în corectură, la Ed. Cartea Românească, a romanului  Vitrina cu păsări împăiate, îi apare în 1989 romanul Marmura neagră.  Este autor a două trilogii romanești (Coroana Izabelei, I-III, 1998, și Batalioane invizibile, 2001) și al unor volume de teatru. A primit premiul Asociației Scriitorilor din București pentru Coroana Izabelei (1982) și al Uniunii Scriitorilor (1995 și 1998), cât și alte premii literare.
Cu începere din 1993, Marius Tupan trece de pe postul de redactor-șef adjunct pe cel de redactor-șef al publicației săptămânale, „Luceafărul”, pe care-l editează împreună cu Laurențiu Ulici.
În 2001 publică, la Editura Fundației Luceafărul, Istoria literaturii române de azi pe mâine (1944-1989)
de Marian Popa.
A scris sute de cronici literare și cronici sportive și a dat zeci de interviuri. Multe schițe i-au fost traduse în țări precum Germania, Rusia, Iugoslavia, Polonia, Bulgaria, Cehia, Slovacia etc.
Pe plan famlial, Marius Tupan fost căsătorit cu Maria Ana Tupan, soția sa fiindu-i în prealabil colegă de serviciu încă din perioada când cei doi lucrau în redacția publicației „Cărți noi”. Căsătoria lor a avut loc în luna ianuarie a anului 1976. În anul 1981 cei doi scriitori devin părinți, prin nașterea Soranei, fiica lor devenind la maturitate studentă la Conservator.

## Afilieri
- Membru  al Uniunii Scriitorilor din România
- Membru al secției Proză a Asociației Scriitorilor din București

## Lucrări
- Mezareea, București, 1974;
- Crisalide, București, 1977;
- Noaptea muzicanților, București, 1978;
- Coroana Izabelei, București, 1982;
- Marmură neagră, București, 1989;
- Vitrina cu păsări împăiate, București, 1994;
- Rezervația de lux, București, 1995;
- Crucea de argint, București, 1996;
- Coroana Izabelei, I-III, București, 1998;
- Alergătorul fatal, București, 1998;
- Rătăcirea Domnului, București, 1999;
- Batalioane invizibile, trilogie, București, 2001;
- Vămile depresiunii, București, 2002;
- Avocatul diavolului. Marian Popa în dialog cu Marius Tupan, București, 2003.

## Premii literare
- Premiul Asociației Scriitorilor din București pentru romanul Coroana Izabelei (1982). Arhivat în 26 noiembrie 2016, la Wayback Machine.
- Premiul Uniunii Scriitorilor din România pentru romanul Coroana Izabelei (1982).
- Premiul revistei „Convorbiri literare» pentru romanul Coroana Izabelei (1982).
- Premiul revistei „Tomis» pentru romanul Coroana Izabelei (1982).
- Premiul special pentru proză la Salonul Internațional de la Oradea pentru romanul Coroana Izabelei (1982).
- Marele Premiu al Salonului de carte de la Drobeta Turnu-Severin pentru romanul Coroana Izabelei (1982).
- Premiul U.S.R. pentru romanul Rezervația de lux, București, 1995.
- Premiul Uniunii Scriitorilor din Moldova pentru romanul Rezervația de lux, București, 1995.
- Premiul Literar din Washington pentru romanul Rezervația de lux, București, 1995.
- Marele premiu al Salonului de la Brașov pentru romanul Rezervația de lux, București, 1995.
- Premiul revistei „Târnava” pentru romanul Rezervația de lux, București, 1995.
- Premiul  special  al  Festivalului Internațional de la Oradea pentru romanul Rătăcirea Domnului, București, 1999.
- Premiul de proză la Salonul de la Deva pentru romanul Rătăcirea  Domnului, București, 1999.
- Premiul de proză al revistei „Terra Grifonis” pentru romanul Rătăcirea  Domnului, București, 1999.
- A fost decorat în 2004 cu Ordinul "Meritul Cultural", în grad de Cavaler, de președintele Ion Iliescu.

## Repere critice (fragmente)
"Deși în aceste proze întâlnim unele ecouri amintind relieful și atmosfera altor povestitori ai Bălții - și înainte de toate Fănuș Neagu - Marius Tupan e o voce singulară, Povestirile sale sunt cele ale unui intekectual cu adânci rădăcini în solul notritiv al unei cuturi populare.ă...î Amintirile copilăriei transfigurează o lume care ea însăși e transfigurată prin proiecțiiile unei imaginații arhaice.." (Nicolae Balotă)
"Ce este rezervația de lux din romanul lui Marius Tupan decât un spațiu labirintic capcană, un loc unde evenimentele puterii supreme se fac pe alte căi, dar cu aceeași intenție de abolire a libertății individului? [...] Ca și Orwell, scriitorul român construiește o altă versiune a unei utopii negre, colorată în roz doar pentru naivii căutători de absolut, ca și pentru eșuați și opotuniști. Această utopie-capcană are multe semne ale sistemului nostru totalitar, dar ca soluție livrescă intriga este combinată și cu alte modele."  (Romul Munteanu)
"De la Marius Tupan trebuie reținute capacitatea de sugerare a abisalului în condiții limită și în contextul unei mitologii cunoscute până acum numai printr-o parte a operei lui D.R. Popescu: aceea a regiunii Severinului, unde drama terifiantă și grotescă are, se pare, forme inedite de manifestare." (Marian Popa)
"Marius Tupan s-a ținut departe de modele și mode, proza sa avînd prea puține puncte de intersecție cu „realismul” generației de dinainte, dar și cu „textualismul” promoției '80. (...) Fin portretist și specialist în demontarea mecanismelor care declanșează o anume senzație ori stare, construind cu abilitate intriga și arhitectura romanului, Marius Tupan rămîne credincios, în proza ca și în teatrul său, parabolei, alegoriei și simbolului, oricîte voci ar fi anunțat ritos, în ultimii cincisprezece ani, sfîrșitul limbajului esopic. (...)Bunul simț și lectura critică a cărților ne spun că Marius Tupan e un scriitor important, un prozator interesant și un dramaturg care își așteaptă regizorul și actorii." (Ioan Holban) în Convorbiri literare  Arhivat în 7 martie 2009, la Wayback Machine.